# 葉沙
葉沙（本名阮帅），上海人，上海文化廣播影視集團SMG東方都市廣播主持人、獨立作家。

## 生平
1992年底開始從事電台主持人的工作，主持《相伴到黎明》。2004年在上海人民廣播電臺主持《上海心情》。後至東方都市廣播恢復主持《相伴到黎明》。
葉沙于1997年創辦文學評析類的子欄目《子夜書社》，後隨著節目的變更而更名為《夜闌書香》、《零點閱讀》等名，後又恢復原名。該節目堅持每週推介一部文學作品，以作品分析而非作品欣賞。

## 作品
- 《相伴到黎明 葉沙談話錄》（2000）
- 《細讀紅樓》（2010）